# Ліханов Борис Іванович
Ліханов Борис Іванович (народився 16 вересня 1945 в Москві) — російський кінорежисер.

## Життєпис
Закінчив морське училище (1965) та режисерський факультет Київського державного інституту театрального мистецтва ім. І.Карпенка-Карого (1977).
Був механіком на «Укртелефільмі» (1968—1969), асистентом режисера в «Укоопторгрекламі», на «Укркінохроніці», Одеській кіностудії (1969—1983) тощо. З 1991 р. працює на телебаченні (Стандарт-фільм, Москва, Майстер-фільм, Київ).
Є хрещеним батьком американської акторки, музиканта, моделі, модельєра родом з України Мілли Йовович.

## Творчість
Найвідоміші фільми:
- «Старий друже, нарешті ми разом»;
- «Душа співає».

## Відзнаки
Борис Ліханов є:
- Лауреатом премії Ленінського комсомолу;
- Призером фестивалю спортивного кіно в Мілані в 1982 році за документальний фільм «Вершини»;
- Лауреатом головного призу фестивалю музичних фільмів в Чикаго;
- Лауреатом головного призу кінофестивалю в Талліні в 1988 році за картину «Душа співає»;
- Лауреатом головного призу за документальний фільм про будівництво БАМу «Дорога до океану» в Панамі в 1988 році;
- Лауреатом головного призу на кінофестивалі народів Півночі в Норвегії за документальний фільм про китів «Казка про смугастика»;
- Лауреатом головного призу кінофестивалю дитячих музичних фільмів в Канаді за фільм «Неслухняний півник»;
- Лауреатом призу Центрального телебачення СРСР за серію передач «Світ і молодь».